# Popillia spoliata
Popillia spoliata är en skalbaggsart som beskrevs av Hermann Julius Kolbe 1903. Popillia spoliata ingår i släktet Popillia och familjen Rutelidae. Inga underarter finns listade i Catalogue of Life.